# Investidura presidencial de George H. W. Bush

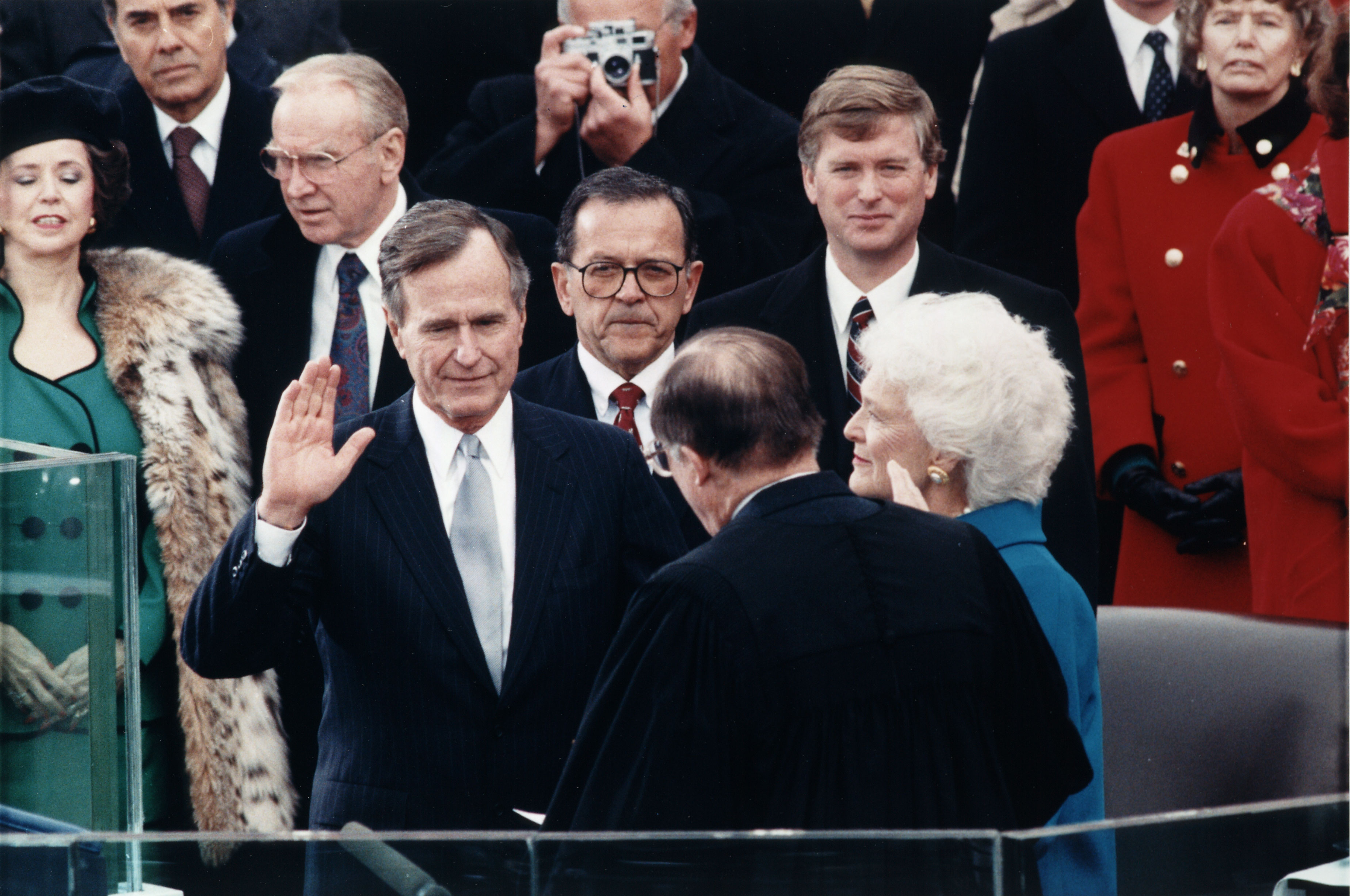
Inauguración presidencial de George H. W. Bush, el 20 de enero de 1989.

La investidura presidencial de George H. W. Bush de 1989, como el cuadragésimo primer Presidente de los Estados Unidos tuvo lugar el 20 de enero de 1989. El Presidente de la Corte Suprema, William Rehnquist, administró el juramento del cargo.
Esta fue la inauguración número 51 y marcó el comienzo del único mandato de George H. W. Bush como presidente y de Dan Quayle como vicepresidente. El presidente del Tribunal Supremo, William Rehnquist, administró el juramento presidencial a Bush y la jueza Sandra Day O'Connor administró el juramento vicepresidencial a Quayle. Bush fue el primer vicepresidente en funciones en ser investido presidente desde Martin van Buren en 1837. El evento ayudó al Metro de Washington a establecer un récord de un solo día de 604,089 viajes, rompiendo el récord de 565,000 establecido la primavera anterior por el mitin Washington for Jesus '88. El récord se mantendría hasta el día de la Celebración de la Victoria Nacional en 1991.